# Jasminanthes mucronata
Jasminanthes mucronata är en oleanderväxtart som först beskrevs av Francisco Manuel Blanco, och fick sitt nu gällande namn av W. D. Stevens och P. T. Li. Jasminanthes mucronata ingår i släktet Jasminanthes och familjen oleanderväxter. Inga underarter finns listade i Catalogue of Life.